# Die Fürsten der Dunkelheit
Die Fürsten der Dunkelheit ist ein US-amerikanischer Horrorfilm von John Carpenter aus dem Jahr 1987. Er ist der zweite Teil von Carpenters apokalyptischer Trilogie, die 1982 mit Das Ding aus einer anderen Welt begann und 1994 mit Die Mächte des Wahnsinns ihren Abschluss fand.

## Handlung
Ein alter Priester stirbt am Vorabend einer Audienz mit dem Erzbischof. Er hinterlässt eine Schatulle, in der sich ein alter Schlüssel befindet. Ein Priester wird auf den Fall aufmerksam und ermittelt, dass es sich bei dem Toten um das mutmaßlich letzte Mitglied eines uralten Geheimbundes, der Bruderschaft des Schlafs, handelt, der die letzten 30 Jahre in einer geschlossenen Kirche in Los Angeles verbrachte. Der Priester begibt sich dorthin und öffnet mit dem Schlüssel die Tür zu einem geheimen Gewölbe unterhalb der Kirche. Was er dort findet, beunruhigt ihn. Er nimmt Kontakt zu einem Bekannten, Professor Birack, auf und bittet diesen um Hilfe. Dieser stellt aus seinen fähigsten Studenten eine Gruppe zusammen, mit denen er über das Wochenende in der Kirche den Fund analysieren will.
Bereits bei der Ankunft fällt der Gruppe das merkwürdige Verhalten einiger Personen in der Nähe der Kirche auf. Die Geräte und Computer werden aufgebaut und in Betrieb genommen. Die Gruppe begibt sich in das Gewölbe, um das Artefakt zu betrachten. Es handelt sich um eine übermannshohe Glassäule, die oben verschlossen ist. In dem Behälter wirbelt eine grün-leuchtende Flüssigkeit. Davor wird ein altes Buch, das lateinische, koptische und griechische Texte sowie Zahlen enthält, von einem Stehpult getragen. Das Team beginnt mit der Arbeit. Während die eine Gruppe das Buch entschlüsselt und übersetzt, was immer wieder durch überschriebene oder gelöschte Passagen erschwert wird, nehmen die anderen technische Analysen an dem Behälter vor. Der Behälter ist über sieben Millionen Jahre alt. Er ist mit einem Schließmechanismus versehen, der sich nur von innen öffnen lässt. Aus der Übersetzung des Buches erfahren die Forscher, dass der Vater des Satans, ein Gott, der vor den Menschen auf der Erde wandelte, seinen Sohn in diesen Behälter einschloss und im mittleren Osten vergrub. Jesus Christus stammte von einer Rasse menschenähnlicher Außerirdischer ab und wurde gesandt, um die Menschen zu warnen. Seine Jünger waren eingeweiht. Als Christus umgebracht wurde, beschlossen die Jünger, die Wahrheit solange geheim zu halten, bis die Menschheit eine ausgereifte Wissenschaft entwickelt haben würden, die die Aussagen Christus’ beweisen können.
Währenddessen haben einige der Forscher immer wieder den gleichen Traum. Der Priester erklärt, dass alle, die sich in der Nähe der Bruderschaft des Schlafs aufhalten, dies seit Jahrhunderten tun. Die Forscher vermuten, dass es sich dabei um eine Videoaufzeichnung aus der Zukunft handelt, die die Menschen warnen soll.
Die Atmosphäre in der Kirche wird immer angespannter, zumal die Gestalten außerhalb der Kirche mit allen Mitteln das Verlassen der Kirche verhindern. Ein Forscher wird beim Verlassen des Gebäudes mit dem Rest eines Fahrrads gepfählt.
In der Zwischenzeit geraten immer mehr der Eingeschlossenen unter die Gewalt des Wesens in der Glassäule und werden zu seinen Sklaven. Es hat sich den Körper der Studentin Kelly erwählt, um wieder körperlich zu werden. Seine Sklaven schleppen den Glasbehälter in das Zimmer des hilflosen Opfers, wo die Flüssigkeit des Behälters in den Körper der jungen Frau eindringt und diesen zu verändern beginnt. Der Rest der Forscher, der sich in einem Nebenraum verbarrikadiert, muss hilflos dabei zusehen, wie ihre Kollegin umgewandelt wird. Währenddessen werden weitere Fluchtversuche von den zombieähnlichen Gestalten unterbunden. Die Forscher sitzen in der Falle.
Der Sohn des Teufels im Körper Kellys erwacht. Sein Ziel ist die Befreiung des Vaters aus dessen Gefängnis. Dazu benötigt er einen Spiegel. In dem Raum mit einem passenden Spiegel hatte sich zuvor der Priester vor den Sklaven des Teufels versteckt. Mit Entsetzen sieht er dem Sohn des Teufels dabei zu, wie dieser die Hand durch den weiß glühenden Spiegel steckt und nach dem Vater ruft. Bevor er sich besinnen kann, greift er zu einer Axt und schlägt der Gestalt den Arm ab, der sofort im Spiegel verschwindet. Es wächst ein neuer Arm nach; auch nach einer Enthauptung setzt sich die Gestalt den Kopf wieder auf und bedrängt den Priester durch das Verschieben eines alten Ofens mit der Macht des Geistes. Die Gestalt streckt ihre Hand erneut in den Spiegel und beginnt eine rote Hand mit Teufelskrallen durch den Spiegel zu ziehen. Catherine erkennt dies und reißt die verwandelte Gestalt und sich selbst in den Spiegel. Der Priester zerstört daraufhin geistesgegenwärtig mit einer Axt den Spiegel, zum Entsetzen ihres Geliebten Brian. Die Welt ist gerettet.
Am Ende des Films verfällt Brian in einen tiefen Schlaf und träumt wieder die Warnung. Endlich kann er die schwarze Gestalt erkennen, die aus der Kirche schreitet: seine Geliebte Catherine. Er wacht auf und erblickt im ersten Moment entsetzt wieder den verwandelten Sohn des Teufels im Bett neben ihm, der anschließend aber nicht mehr zu sehen ist. Verwirrt tritt er an einen Spiegel und seine Hand hebt sich in Richtung desselben.

## Hintergrund
- Der Film kostete nur drei Millionen US-Dollar, was für damalige Carpenter-Verhältnisse erstaunlich wenig war, wenn man bedenkt, dass Big Trouble in Little China 25 Millionen Dollar gekostet hatte. Er wurde zwar mit 14 Millionen Dollar Einspielergebnis trotzdem nicht der erhoffte Erfolg, spielte aber immerhin noch mehr ein als Big Trouble in Litte China.
- Donald Pleasences Charakter in diesem Film heißt Loomis, genauso wie in Carpenters Filmserie Halloween.
- Alice Cooper hat in diesem Film einen kurzen Auftritt. Der Kontakt zum Filmstab kam über Executive Producer Shep Gordon zustande, der nicht nur Filmproduzent ist, sondern auch der Manager von Alice Cooper. Für den Filmsoundtrack komponierte Cooper den Song Prince of Darkness. Im Film ist der Song ausschnittweise leise aus den Kopfhörern des Walkmans von Wissenschaftler Etchinson zu hören, wenn dieser die gekreuzigte Taube entdeckt und von Alice Cooper erstochen wird.
- Der Film wurde im März 2013 vom Index gestrichen. Nach einer Neuprüfung wurde der Film von der FSK ab 16 Jahren freigegeben.
- Die fast 10-minütige Vorspann-Sequenz ist die längste der Filmgeschichte.
- Am Anfang des Films unterhalten sich die beiden Studenten Catherine Danforth, verkörpert von Schauspielerin Lisa Blount, und Walter, dargestellt von Schauspieler Dennis Dun, über Schrödingers Katze.
- In der Szene, in der der dämonisch beeinflusste Mikrobiologe Calder, gespielt von Schauspieler Jessie Lawrence Ferguson, die Treppe emporsteigt, singt er das geistliche Lied Amazing Grace.

## Kritik
Das Lexikon des internationalen Films urteilt: „Anfangs routiniert entwickelter Horrorfilm, der in ein Schreckspektakel mit zahlreichen Schockszenen umschlägt und Fragestellungen der modernen Physik dazu benutzt, Ängste auszubeuten.“